# Gare de Mer
Gare de Mer vasútállomás Franciaországban, Mer településen.

## Vasútvonalak
Az állomást az alábbi vasútvonalak érintik:
- Párizs–Bordeaux-vasútvonal

## Kapcsolódó állomások
A vasútállomáshoz az alábbi állomások vannak a legközelebb:
- Gare de Suèvres (Gare de Bordeaux-Saint-Jean, Párizs–Bordeaux-vasútvonal)
- Gare de Beaugency (Paris Gare d’Austerlitz, Párizs–Bordeaux-vasútvonal)